# Listă de disidenți români
Aceasta este o listă de disidenți români:
- Gabriel Andreescu
- Toma Arnăuțoiu
- Mihai Atanasie, ofițer al Securității, a dezertat în Franța în anul 1969 [1]

- Liviu Cornel Babeș
- Vasile Bătrânac
- Ana Blandiana
- Mihai Horia Botez
- Gheorghe Briceag
- Petre Mihai Băcanu

- Liviu Cangeopol
- Lena Constante
- Doina Cornea
- Mugur Călinescu

- Mircea Daneliuc
- Dan Deșliu
- Ion Diaconescu
- Mircea Dinescu
- Constantin Dumitrăchescu, locotenent colonel de Securitate, dezertat în 1972 în Israel [1]

- Iulius Filip [2][3]
- Radu Filipescu
- Helmuth Frauendorfer
- Victor Frunză

- Mandache D. Gheorghe, fost căpitan de Securitate și lucrător operativ în cadrul Direcției Germania [1]
- Gheorghe Ghimpu
- Paul Goma

- Marin Iancu, fost ofițer de Miliție și Securitate [4]
- Iacob Gh. Ioan, ofițer de Securitate, a lucrat sub acoperire ca diplomat la ambasadă, iar mai târziu ca funcționar internațional în cadrul UNESCO, dezertat în 1969 [1]
- Ion Ioanid
- Dumitru Iuga[5][6][7][8][9][10][11][12]

- Ioan Marcu (disident), locotenent colonel de Securitate, dezertat în 1976 [1]
- Dumitru Mazilu
- Teohar Mihadaș
- Ion Moraru (scriitor)
- Márton Moyses
- Aurel Dragoș Munteanu
- Neculai Constantin Munteanu
- Gheorghe Muruziuc

- Radu Negrescu-Suțu

- Leonard Oprea

- Ion Mihai Pacepa
- Vasile Paraschiv

- Constantin Răuță
- Elisabeta Rizea
- Romulus Rusan

- Alexandru Șoltoianu
- Șerban Stănciulescu

- Dimitrie-Doru Todericiu
- László Tőkés
- Dorin Tudoran
- Liviu Turcu

- Dumitru Țepeneag
- Virgil Tipănuș, căpitan de securitate, dezertat în timp ce se afla în misiune în cadrul Agenției Economice la Oslo, Norvegia [1]

- Gheorghe Ursu
- Alexandru Usatiuc-Bulgăr

- Constantin Vișoianu
- Ion Vulpe, căpitan de securitate - împreună cu familia, a dezertat în 1971 în timp ce lucra ca secretar II economic la Agenția Economică a României din Londra [1]

- Richard Wurmbrand